# Маркус Вольф
Ма́ркус Йоганнес Вольф (нім. Markus Johannes Wolf; 19 січня 1923, Гехінген — 9 листопада 2006, Берлін) — був начальником Головного управління розвідки Міністерства державної безпеки НДР у 1958-1986 роках, генерал-полковником державної безпеки.

## Біографія
Маркус Вольф народився у сім'ї лікаря та письменника Фрідриха Вольфа та його дружини Ельзи, з дому Драйбгольц. Батько походив з релігійної жидівської сім'ї та був комуністом. Молодший брат Маркуса - кінорежисер Конрад Вольф. 1933 року, після захоплення влади НСДАП, сім'я емігрувала через Швейцарію до Франції, а 1934 року - в Радянський Союз.
Маркус Вольф навчався в німецькій школі імені Карла Лібкхнеха, а після її закриття - у школі №110 Краснопресненського району міста Москви. 1940 року вступив в Московський авіаційний інститут. 1942 року став членом Комуністичної партії Німеччини, за вказівкою керівництва партії залишив інститут та був направлений в школу Комінтерну в Кошнаренкове під Уфою, де готував кадри для конспіративної роботи в закордонних країнах. В травні 1943 року у зв'язку з розпуском Комінтерну, школа була закрита. Керівництво Німецької компартії викликало Маркуса Вольфа до Москви, де він працював диктором, редактором та коментатором на радіостанції комітету "Вільна Німеччина". 1944 року одружився з Еммою Штенцер, дочкою німецького комуніста Франца Штенцера, який загинув в концентраційному таборі Дахау 1933 року. 
У кінці травня 1945 року Маркуса включили в групу Ульбріхта, котра повинна була готувати в Німеччині прихід до влади комуністів. Приїхавши до Берліну Ульбрихт направив Вольфа на Берлінське радіо, котре знаходилось в Шарлоттенбурзі, у британському секторі міста, й стало ніби форпостом наближаючоїсь Холодної війни.
На антинацистському радіо, створеному на місці імперського радіо часів Гебельса, Маркус писав зовнішньополітичні коментарі під псевдо Міхаель Шторм, працював репортером та керував різноманітними політичними редакціями. У вересні 1945 року був відряджений кореспондентом Берлінського радіо в Нюрнберг для відображення процесу над головними військовими злочинцями. 
Після утворення НДР у жовтні 1949 року та визнанням НДР СРСР, Маркусу була запропонована посада першого радника посольства в дипломатичній місії НДР в Москві. Заради дипломатичної кар'єри йому довелось відмовитись від радянського громадянства, а в жовтні він вилетів в Москву разом з Рудольфом Апельтом та Йозефом Шюцем. Дипломатична кар'єра Вольфа тривала півтора роки. У серпні 1951 року він був викликаний до Берліна Антоном Аккерманом, котрий за дорученням партійного керівництва створив політичну розвідувальну службу. Маркус перейшов на роботу у зовнішньополітичну розвідку, котра з метою маскування розташовувалась під дахом Інституту економічних досліджень, створеного 16 серпня 1951 року. 
У листопаді 1952 року Маркус був призначений керівником зовнішньої розвідки. Спочатку чисельність співробітників та агентів розвідки була невелика. Зі слів самого Вольфа, у кінці 1953 року закордоном  працювали дванадцять агентів та ще тридцять - сорок чоловік готувались до конспірації. 
Особливу складність у роботі розвідки являло те, що багато закордонних країн відмовлялись визнавати НДР, доводилось використовувати тільки нелегальні засоби розвідки через відсутність посольств, в котрих могли б працювати легальні агенти. 
На Заході Маркуса довгий час називали "людиною без обличчя", оскільки з 1950-х років західними розвідувальними службами не вдавалось здобути світлину голови розвідки НДР, завдяки чому Вольф міг відносно вільно рухатись Європою. 1979 року співробітник Маркуса, старший лейтенант державної безпеки та агент Федеральної розвідувальної служби НДР Вернер Штиллер втік в ФРН та впізнав свого начальника на одній зі світлин, зроблених під час перебування Маркуса в Стокгольмі. Світлина Маркуса невдовзі з'явилась на обкладинці Der Spiegel та стала сенсацією.
У своїх спогадах "Агент. Моє життя у трьох розвідках" В. Штиллер запропонував, що Маркус, будучи жидом, працював на розвідку Ізраїлю, й використовуючи різні зв'язки з лідером ООП Ясиром Арафатом, зміг отримати дані, завдяки яким "на початку Шестиденної війни 5 червня 1967 року авіація Ізраїлю нанесла сильний превентивний удар по Єгипетським ПВС".
У 1960- роках зовнішня розвідка НДР у тісній співпраці з КДБ здійснювала "експорт" революційного руху в країнах Азії та Африки. До 1986 року на зовнішню розвідку НДР працювало близько тисячі п'ятсот прихованих агентів, не рахуючи легальну агентуру у посольствах та допоміжних агентів. Багато з них займали досить високі посади, наприклад Гюнтер Гійом працював помічником канцлера ФРН Вілли Брандта. 
1986 року Маркус пішов у відставку. У травні 1989 року вперше з'явився публічно, на презентації книги "Трійка. Історія незнятого фільму" про друзів його брата, один з яких став сенатором США, а інший підприємцем в Західному Берліні. З падінням Берлінської стіни емігрував в СРСР, після серпневого путчу просив політичного сховку в Австрії, але врешті-решт у вересні 1991 року вирішив повернутися в Німеччину, де був арештований та 11 днів провів в одиночній камері, після чого був звільнений під заставу. 
1993 року був засуджений до шести років покарання. 1995 року вирок був відмінений Федеральним конституційним судом Німеччини, але 1997 року суд Дюсельдорфу засудив ще до трьох років умовно. 1995 року Федеральний конституційний суд Німеччини виніс рішення, котрим звільнив офіцерів розвідки НДР від переслідувань за звинуваченнями в державній зраді та шпигунстві. За словами самого Маркуса, на допитах він не видав жодного з відомих йому агентів зовнішньої розвідки НДР. 
До самої смерті займався літературною діяльністю, писав спогади та прозу. Багато книг було надруковано іншими мовами. 
Помер 9 листопада 2006 року в Берліні. Похований на Центральному цвинтарі Фрідрідхсфельд поряд з братом.